# La Noë-Poulain
La Noë-Poulain é uma comuna francesa na região administrativa da Alta-Normandia, no departamento de Eure. Estende-se por uma área de 4,68 km². Em 2010 a comuna tinha 278 habitantes (densidade: 59,4 hab./km²).